# Мальдонадо, Бенхамин
Бенхами́н Мальдона́до (исп. Benjamín Maldonado, 4 января 1928 — дата смерти неизвестна) — боливийский футболист, нападающий, участник чемпионата мира 1950 года.

## Карьера

### Клубная
Бенхамин Мальдонадо играл за клуб «Сан-Хосе Оруро».

### В сборной
В сборной он дебютировал на ЧЮА-1947, где сыграл в 3 матчах. Он также принял участие в ЧЮА-1949 (сыграл в 4 матчах), а затем и в чемпионате мира 1950 года в Бразилии, где провёл всего один матч, единственный для Боливии на этом турнире.
| Матчи и голы Бенхамина Мальдонадо за сборную Боливии | Матчи и голы Бенхамина Мальдонадо за сборную Боливии | Матчи и голы Бенхамина Мальдонадо за сборную Боливии | Матчи и голы Бенхамина Мальдонадо за сборную Боливии | Матчи и голы Бенхамина Мальдонадо за сборную Боливии | Матчи и голы Бенхамина Мальдонадо за сборную Боливии | Матчи и голы Бенхамина Мальдонадо за сборную Боливии |
| ---------------------------------------------------- | ---------------------------------------------------- | ---------------------------------------------------- | ---------------------------------------------------- | ---------------------------------------------------- | ---------------------------------------------------- | ---------------------------------------------------- |
| №                                                    | Дата                                                 | Место проведения                                     | Соперник                                             | Счёт                                                 | Голы                                                 | Турнир                                               |
| 1                                                    | 30 ноября 1947                                       | Гуаякиль, Эквадор                                    | Эквадор                                              | 2:2                                                  | -                                                    | Чемпионат Южной Америки по футболу 1947              |
| 2                                                    | 4 декабря 1947                                       | Гуаякиль, Эквадор                                    | Аргентина                                            | 0:7                                                  | -                                                    | Чемпионат Южной Америки по футболу 1947              |
| 3                                                    | 27 декабря 1947                                      | Гуаякиль, Эквадор                                    | Перу                                                 | 0:2                                                  | -                                                    | Чемпионат Южной Америки по футболу 1947              |
| 4                                                    | 6 апреля 1949                                        | Сан-Паулу, Бразилия                                  | Чили                                                 | 3:2                                                  | -                                                    | Чемпионат Южной Америки по футболу 1949              |
| 5                                                    | 10 апреля 1949                                       | Сан-Паулу, Бразилия                                  | Бразилия                                             | 1:10                                                 | -                                                    | Чемпионат Южной Америки по футболу 1949              |
| 6                                                    | 30 апреля 1949                                       | Рио-де-Жанейро, Бразилия                             | Парагвай                                             | 0:7                                                  | -                                                    | Чемпионат Южной Америки по футболу 1949              |
| 7                                                    | 6 мая 1949                                           | Рио-де-Жанейро, Бразилия                             | Колумбия                                             | 4:0                                                  | -                                                    | Чемпионат Южной Америки по футболу 1949              |
| 8                                                    | 2 июля 1950                                          | Белу-Оризонти, Бразилия                              | Уругвай                                              | 0:8                                                  | -                                                    | ЧМ-1950                                              |

Итого: 8 матчей / 0 голов; 2 победы, 1 ничья, 5 поражений.